# موتورولا 56000

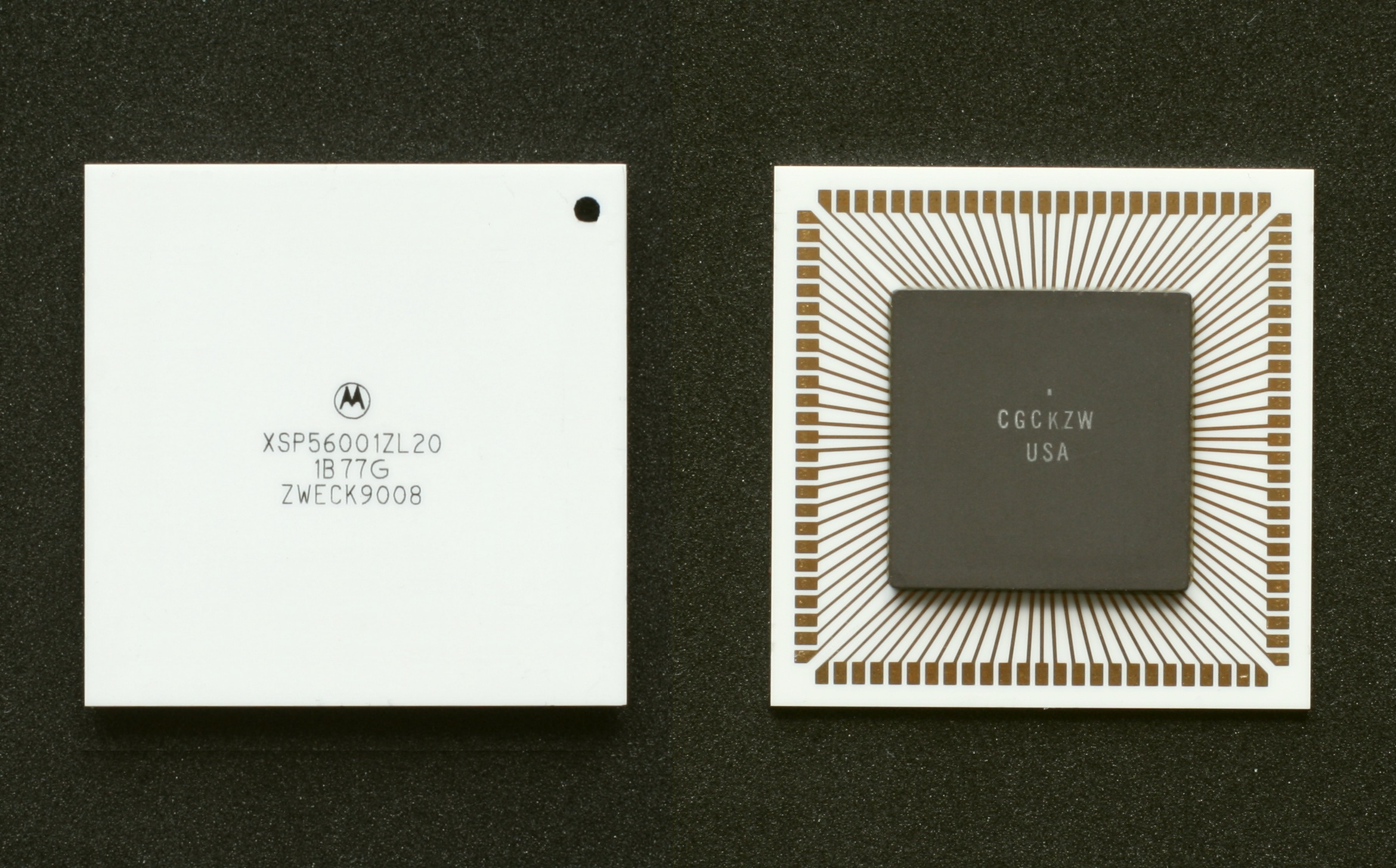
موتورولا XSP56001

موتورولا DSP56000 (وتعرف باسم 56K) وهي عائلة من رقائق معالج الإشارات الرقمية (DSP) التي ينتجها شبه موصل موتورولا (التي عُرفت لاحقًا باسم شبه موصل Freescale ، التي حصلت عليها NXP الآن)و بداية من عام 1986  ولا يزال يتم إنتاجها في نماذج أكثر تقدمًا في عام 2010. وكانت سلسلة 56k مشهورة جدًا لبعض الوقت في عدد من أجهزة الحاسب الشخصي، بما في ذلك محطات عمل نيكست وأتاري فالكون 030 و SGI إنديغو جميعها تستخدم 56001. ولا تزال إصدارات 56k التي تمت ترقيتها مستخدمة اعتبارًا من 2004 في المعدات الصوتية والرادارات وأجهزة الاتصالات (مثل الهواتف المحمولة) وغيرها من تطبيقات DSP المضمنة الأخرى. تم استخدام 56000 أيضًا كأساس لـ 96000 المحدث، والذي لم يكن ناجحًا تجاريًا.

## الوصف الفني

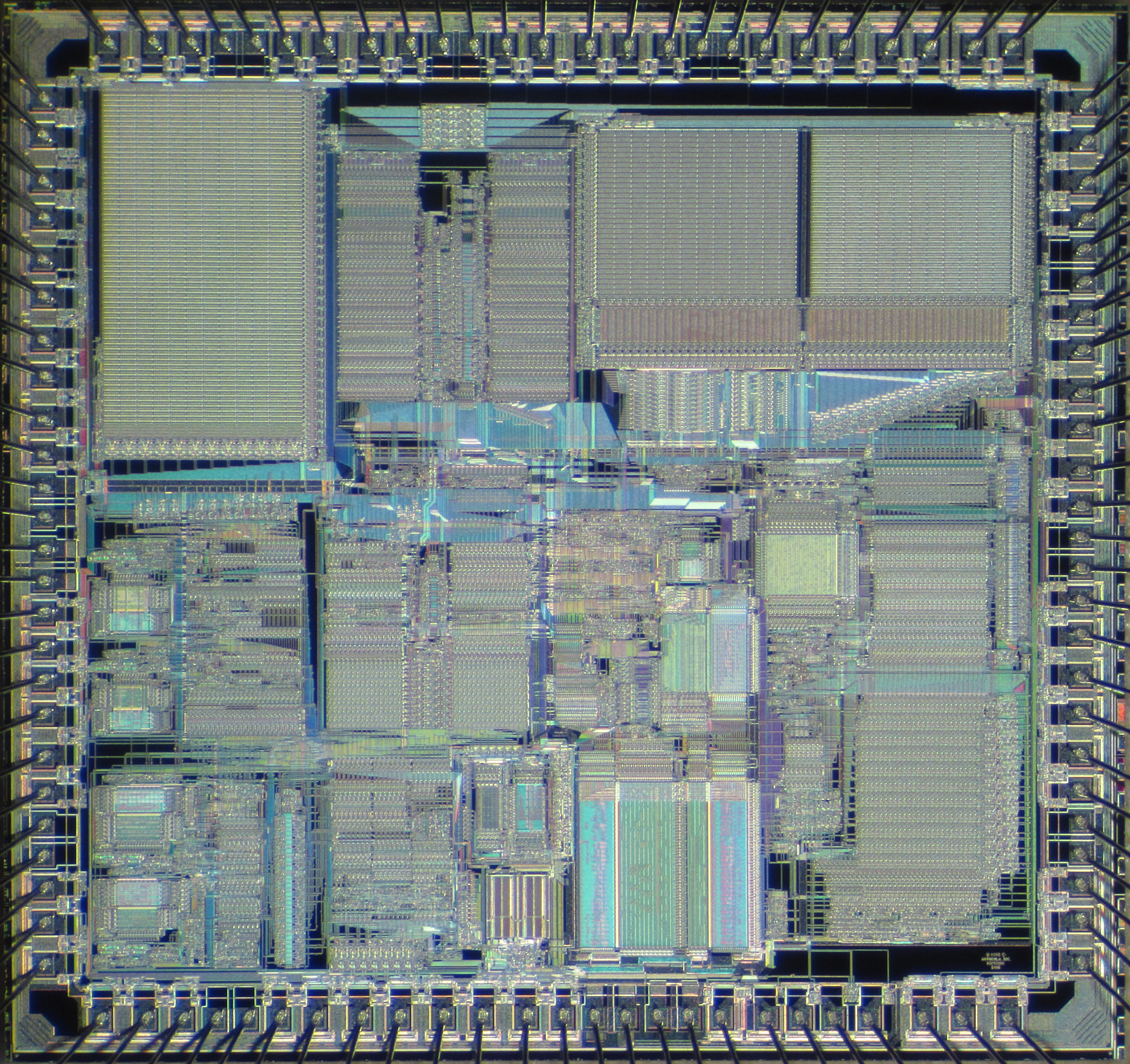
موت موتورولا DSP56001.

الاستخدامات DSP56000 نقطة ثابتة الحساب، ومع 24- بت كلمات البرنامج و24 بت كلمات بيانات. ويتضمن سجلين من 24 بت، والتي يمكن أيضا أن يشار إليها كسجل واحد 48 بت. ويشمل أيضا اثنين من المجمعات سعتيهما 56 بت، مع «امتداد» 8 بت (ويعرف أيضا باسم الإرتفاع)؛ بخلاف ذلك تشبه المجمعات سجلات 24/48 بت الأخرى.و كونه معالج بمعمارية هارفارد المعدلة ويحتوي 56k ثلاثة مساحات ذاكرة + ناقلات (وبنوك ذاكرة على رقاقة في بعض الموديلات): مساحة ذاكرة البرنامج / ناقل واثنين من مساحة ذاكرة البيانات / ناقل.
أُختيرت 24 بت على أنها الطول الأساسي للكلمة لأنها أعطت النظام نطاق رقمي منطقي ودقة لمعالجة الصوتيات، والشاغل الرئيسي لـ 56000. وتتماشى 24 بت مع نطاق ديناميكي 144 dB ديسيبل، وهو ما يكفي في الثمانينيات عندما نادراً ما تخطت المحولات التناظرية إلى الرقمية (ADC) والمحولات الرقمية إلى التناظرية (DACs) ٢٠ بت. من الأمثلة على ذلك هو تطبيقات ADSL ، حيث تتطلب المرشحات في العادة 20 بتًا من الدقة. حيث يأخذ أقصى أربع بتات في الاعتبار  مساحة كبيرة لإجراء العمليات الحسابية.
المعالج قادر على تحمل 16.5 مليون من الأرشادات في الثانية (MIPS) بأقصى سرعة ساعة محددة تبلغ 33 MHz. ،  ولديه دعم الأجهزة لنقطة عائمة الكتلة FFT . ويستخدم 5 V مستويات V TTL ويستهلك حوالي 0.4 W.

## التطبيقات والمتغيرات

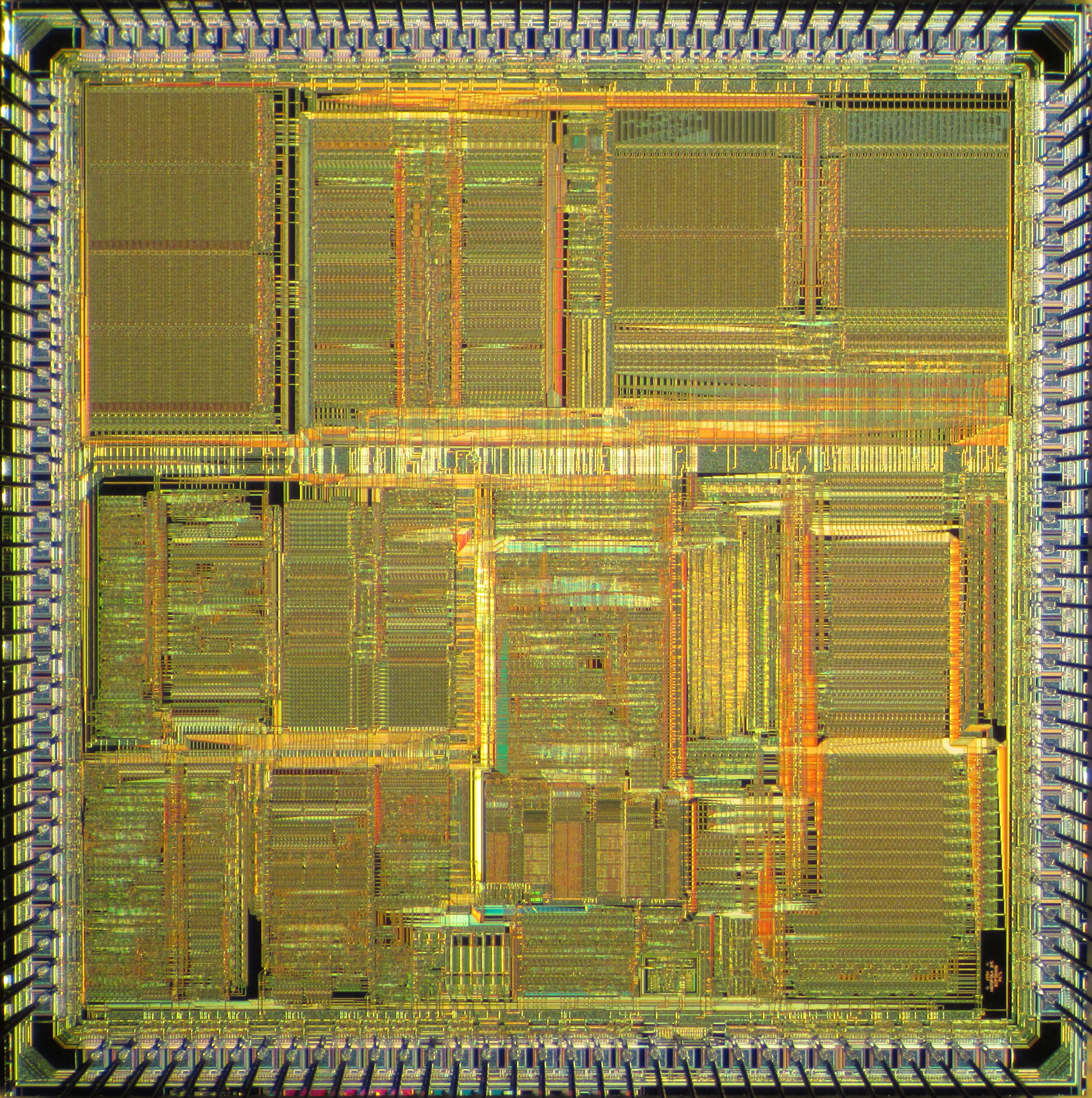
موت موتورولا DSP56002.

في معظم التصميمات، يتم تعيين 56000 لمهمة واحدة، ولأن معالجة الإشارات الرقمية باستخدام أجهزة خاصة عادةً ما تكون في الوقت الفعلي ولا تسمح بأي انقطاع. وبالنسبة للمهام الأكثر تطلبًا إلى حد ما والتي لا تتطلب وقتًا طويلاً، أو أكثر من نوع بسيط «إذ - إذن»، يستعمل المصممون عادةً وحدة المعالجة المركزية (CPU) أو MCU المنفصلة.
ويمكن لـ 56000 تنفيذ تحويل فورييه المعقد (FFT) 59 898 clocks والتي تستغرق 1.8 ms عند 33 MHz,  أو بمعدل يزيد قليلاً عن 555 عملية في الثانية، مما يسمح بفك تشفير فورييه وتشفير / إلى برامج ترميز الصوت المتقدمة بشكل معقول مثل MP3 لأغراض التسجيل المباشر إلى القرص.
إن إضافة إرشادات SIMD إلى معظم وحدات المعالجة المركزية لأجهزة الكمبيوتر المكتبية تعني أن رقائق DSP المخصصة مثل 56000 قد تراجعت جزئيًا عن بعض مجالات التطبيق، لكنها لا تزال تُستخدم على نطاق واسع في الاتصالات والاستخدامات المهنية الأخرى. ولتحقيق هذه الغاية، أضافت السلسلة 56800 وحدة MCU كاملة والتي خلقت حل "DSPcontroller" أحادي الرقاقة، بينما حدث العكس في 68456 — 68000 مع 56000.
الطراز 563xx الذي لا يزال سائدًا للغاية هو الجيل الثالث من عائلة 563xx التي تم تطويرها في عام 2000 من الميلاد، والتي تتميز بعدة طرز، بدءًا من 56301  والتي تتميز بالعديد من الطرز ذات التطبيقات الخاصة الثابتة والبرامج الثابتة المضمنة، مثل منطق واجهة PCI ، CRC المعالجات، أو الصوت companders . تراوحت ترددات الساعة الأساسية حتى 250 MHz.

## روابط خارجية
- Freescale Digital Signal Processors
- A56 freeware assembler for the 56000 architecture
- Product-Longevity Program